# Tyra Caterina Grant
Tyra Caterina Grant, née le 12 mars 2008 à Rome, en Italie, est une joueuse de tennis italienne.

## Biographie
Tyra Caterina Grant est née à Rome. Élevée en Italie, elle est la fille de Cinzia Giovinco, professeure de tennis italienne et de l'ancien basketteur américain Tyrone Grant, qui s'est installé en Italie pour jouer au basketball. Elle possède la double nationalité italienne et américaine. Elle s'est entraînée au Centre de tennis Piatti de Bordighera, avant de déménager à Orlando pour s'entraîner sur le campus national de l'USTA,. Son frère cadet, Tyson, est également joueur de tennis. Sa mère est sa manager.
Elle a commencé sa carrière junior en représentant les États-Unis, mais a décidé en mai 2025, à 17 ans, de représenter l'Italie,, quelques jours avant de jouer le tournoi de Rome,sa ville natale.

## Carrière junior
Avec sa compatriote Iva Jovic, elles sont vainqueures en double de l'Orange Bowl en 2022 et 2023. En fin d'année, elles s'imposent lors de la Billie Jean King Cup Junior contre la Tchéquie.
A 15 ans, elle remporte en 2023, avec sa compatriote Clervie Ngounoue, le double filles de Roland-Garros en battant les têtes de série N°1 Alina Korneeva et Sara Saito en finale.
En 2024, avec Iva Jovic, elle remporte en double filles l'Open d'Australie et Wimbledon, tout en s'inclinant en finale de Roland-Garros.

## Carrière professionnelle
En 2024, elle reçoit une wild card pour les qualifications de l'US Open. Elle est battue d'entrée par sa compatriote Hailey Baptiste.
Elle effectue ses débuts sur le circuit WTA en mai 2025, grâce à une wild-card, lors du tournoi WTA 1000 de Rome. Elle s'incline au 1er tour face à la qualifiée croate Antonia Ružić.

## Parcours en Grand Chelem

### En simple dames
| Année | Open d'Australie | Open d'Australie | Internationaux de France | Internationaux de France | Wimbledon | Wimbledon | US Open | US Open         |
| ----- | ---------------- | ---------------- | ------------------------ | ------------------------ | --------- | --------- | ------- | --------------- |
| 2024  | —                | —                | —                        | —                        | —         | —         | Q1      | Hailey Baptiste |

N.B. : sous le résultat se trouve le nom de l’ultime adversaire.

### En double dames
| Année | Open d'Australie | Open d'Australie | Internationaux de France | Internationaux de France | Wimbledon | Wimbledon | US Open                                                                              | US Open |
| ----- | ---------------- | ---------------- | ------------------------ | ------------------------ | --------- | --------- | ------------------------------------------------------------------------------------ | ------- |
| 2024  | —                | —                | —                        | —                        | —         | —         | 1er tour (1/32) I. Jovic \|\| style="text-align:left;" \| A. Danilina I. Khromacheva |         |

N.B. : le nom de la partenaire se trouve sous le résultat ; les noms des ultimes adversaires se trouvent à droite.

### En double mixte
| Année | Open d'Australie | Open d'Australie | Internationaux de France | Internationaux de France | Wimbledon | Wimbledon | US Open                                                                         | US Open |
| ----- | ---------------- | ---------------- | ------------------------ | ------------------------ | --------- | --------- | ------------------------------------------------------------------------------- | ------- |
| 2024  | —                | —                | —                        | —                        | —         | —         | 1/2 finale A. Kovacevic \|\| style="text-align:left;" \| S. Errani A. Vavassori |         |

N.B. : le nom du partenaire se trouve sous le résultat ; les noms des ultimes adversaires se trouvent à droite.

## Parcours en WTA 1000
Les tournois WTA « Premier Mandatory » et « Premier 5 » (entre 2009 et 2020) et WTA 1000 (à partir de 2021) constituent les catégories d'épreuves les plus prestigieuses, après les quatre levées du Grand Chelem. 

De 2009 à 2023, les tournois Premier Mandatory (dits tournois WTA 1000 obligatoires entre 2021 et 2023) regroupent Indian Wells, Miami, Madrid et Pékin, les autres constituant les tournois Premier 5 (tournois WTA 1000 non-obligatoires). À partir de 2024, le nombre de tournois WTA 1000 passe à 10 par saison (fin de l’alternance Doha / Dubaï), ces derniers devenant tous obligatoires et offrant tous 1000 points à la vainqueure (contre 900 points précédemment pour les tournois Premier 5).

### En simple dames
| Année |       |              |       |        |                            |        |                          |       |       |       |  |  |
| Doha  | Dubaï | Indian Wells | Miami | Madrid | Rome                       | Canada | Cincinnati               | Pékin | Wuhan | Wuhan |  |  |
| Doha  | Dubaï | Indian Wells | Miami | Madrid | Rome                       | Canada | Cincinnati               | Pékin | Wuhan | Wuhan |  |  |
| Doha  | Dubaï | Indian Wells | Miami | Madrid | Rome                       | Canada | Cincinnati               | Pékin | Wuhan | Wuhan |  |  |
| 2025  |       |              |       |        | 1er tour (1/64) J. Grabher |        | 1er tour (1/64) A. Ružić |       |       |       |  |  |

Sous le résultat, l’ultime adversaire.
1. 1 2   Les tournois de Doha et Dubaï alternent le statut de tournoi WTA 1000 (ex Premier 5) entre 2009 et 2023 : les trois premières éditions ont lieu à Dubaï, les trois suivantes à Doha, puis Dubaï accueille le tournoi de cette catégorie les années impaires et Dubaï les années paires. De 2011 à 2023, la ville qui n’accueille pas de WTA 1000 organise à la place un tournoi WTA 500 (ex Premier).
2. 1 2 3 4 5 6   L’ordre de déroulement des tournois a évolué depuis 2009 : Rome se dispute avant Madrid et Cincinnati avant Montréal/Toronto jusqu’en 2010, tandis que Tokyo (2009-2013)-Wuhan (2014-2019, 2024-)-Guadalajara (2022-2023) ont lieu avant Pékin jusqu’en 2023.

## Parcours en Grand Chelem junior

### Simples filles
| Année | Open d'Australie | Open d'Australie | Internationaux de France | Internationaux de France | Wimbledon      | Wimbledon           | US Open         | US Open   |
| ----- | ---------------- | ---------------- | ------------------------ | ------------------------ | -------------- | ------------------- | --------------- | --------- |
| 2023  | —                | —                | 1er tour (1/32)          | Renáta Jamrichová        | 2e tour (1/16) | Forfait             | 1er tour (1/32) | Ena Koike |
| 2024  | 1/8 de finale    | Emerson Jones    | 1/2 finale               | Tereza Valentová         | 1/8 de finale  | Vendula Valdmannová | 1/4 de finale   | Mingge Xu |

N.B. : à droite du résultat se trouve le nom de l'ultime adversaire.

### Double filles
| Année | Open d'Australie  | Open d'Australie       | Internationaux de France | Internationaux de France   | Wimbledon            | Wimbledon              | US Open                                                                        | US Open |
| ----- | ----------------- | ---------------------- | ------------------------ | -------------------------- | -------------------- | ---------------------- | ------------------------------------------------------------------------------ | ------- |
| 2023  | —                 | —                      | —                        | —                          | Victoire C. Ngounoue | A. Korneeva S. Saito   | 1er tour (1/16) I. Jovic \|\| style="text-align:left;" \| T. Kostović G. Nahum |         |
| 2024  | Victoire I. Jovic | J. Paštiková J. Stusek | Finale I. Jovic          | R. Jamrichová T. Valentová | Victoire I. Jovic    | M. Stojsavljevic M. Xu | —                                                                              | —       |

N.B. : le nom de la partenaire se trouve sous le résultat ; les noms des ultimes adversaires se trouvent à droite.

## Classements WTA en fin de saison
| Année          | 2023 | 2024 |
| Rang en simple | 761  | 918  |
| Rang en double | –    | 579  |

Source : (en) Classements de Tyra Caterina Grant sur le site officiel de la Fédération internationale de tennis